# Darmstädter Zeitung

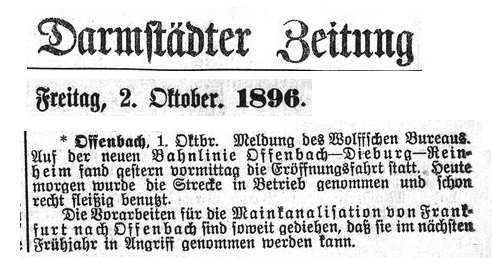
Meldung in der Darmstädter Zeitung vom 2. Oktober 1896

Die Darmstädter Zeitung war über 150 Jahre lang ein amtliches Nachrichtenblatt der hessischen Regierung. Die Zeitung erschien ursprünglich ab dem 1. Januar 1777 unter dem Titel Hessen-Darmstädtische privilegierte Land-Zeitung, später als Großherzoglich Hessische politische Zeitung. Der Titel wurde mehrfach geändert. 1813–1824 war Konrad Wilhelm Hallwachs Redakteur. Seit 1848 erschien sie unter dem Titel Darmstädter Zeitung. 
Auf Weisung von NS-Gauleiter Jakob Sprenger stellte die Darmstädter Zeitung ihr Erscheinen am 30. März 1935 ein. Die Funktion als Regierungsorgan ging auf die nationalsozialistische Hessische Landeszeitung über, die in dem Verlag von Ludwig Kichler (1887–1973) herausgegeben wurde.